# Borgweg (metrostation)
Borgweg is een metrostation in het stadsdeel Winterhude van de Duitse stad Hamburg. Het station werd geopend op 10 mei 1912 en wordt bediend door de lijn U3 van de metro van Hamburg. In de toekomst zal ook  U5 het station aandoen.